# Eva Gore-Booth

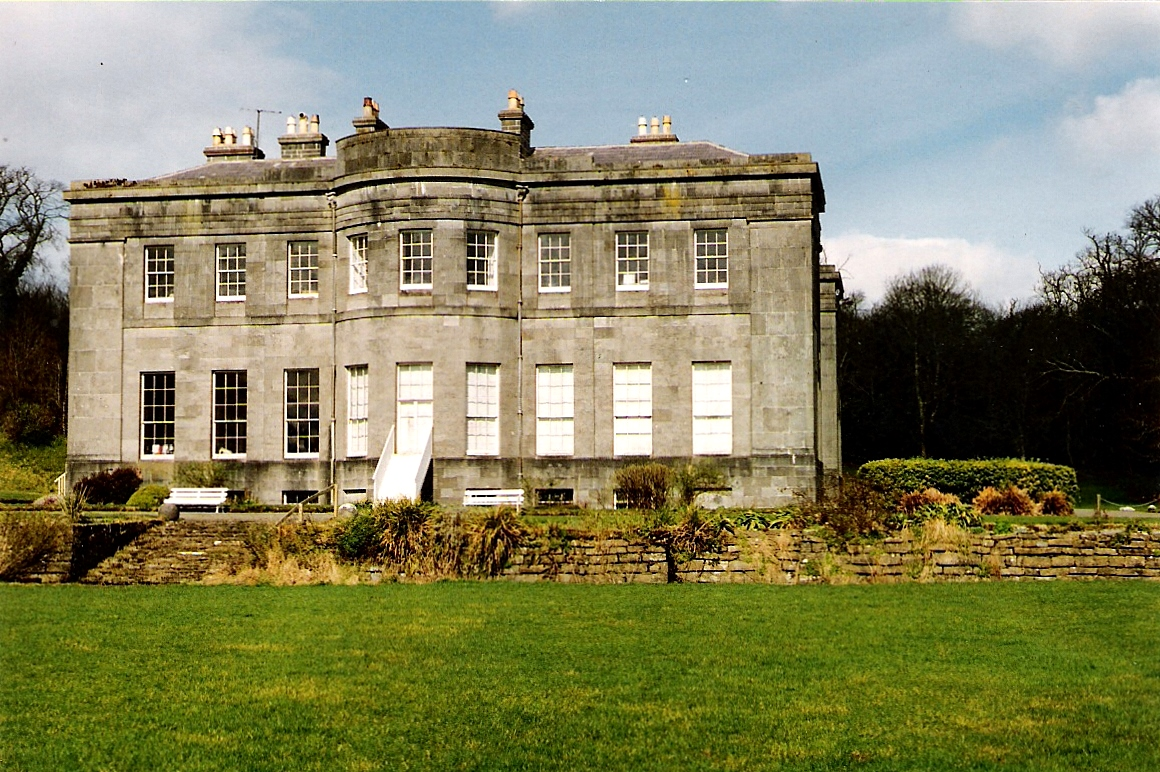
Casa de la família Gore-Booth.

Eva Selina Laura Gore-Booth (Sligo, Irlanda, 22 de maig de 1870 – Londres, Anglaterra, 30 de juny de 1926) va ser una poetessa i dramaturga irlandesa, a més d'una sufragista, treballadora social i activista laboral compromesa.

## Vida
Va néixer a Lissadell House, al Comtat de Sligo, i era la germana petita de Constance Gore-Booth, més tard coneguda com la comtessa de Markiewicz. Tant ella com Constance, que més tard es convertiria en una famosa revolucionària irlandesa, van reaccionar contra els privilegis en els quals van créixer, per ajudar els pobres i desfavorits. Gore-Booth va estar involucrada en el moviment sufragista i el 1890, amb l'ajut de Constance, va fundar una societat sufragista a Sligo. El 1895 va emmalaltir greument de tuberculosi i l'any següent, durant una convalescència a Itàlia, a la vila de l'escriptor escocès George MacDonald, va conèixer i es va enamorar d'Esther Roper. Esther Roper era una noia anglesa que aleshores era secretària del North of England Suffrage Society (Societat sufragista del nord d'Anglaterra). En comptes de tornar a Irlanda, Gore-Booth va anar a viure a Manchester amb Roper. Es van convertir en secretàries conjuntes del Women's Textile and Other Workers Representation Committee (Comitè de representació de les dones del tèxtil i altres treballadores).
En els esdeveniments que van seguir a l'Alçament de Pasqua de 1916, va ser clau en la campanya que va assegurar l'indult de la seva germana, que havia estat sentenciada a mort per la seva implicació. Juntament amb Alice Stopford Green, també va formar part de la campanya per a l'indult de Roger Casement, encara que sense èxit.
Gore-Booth era una poetessa consumada. La seva primera obra publicada va ser molt lloada pel gran poeta Yeats. Després de la I Guerra Mundial, Gore-Booth i Roper es van fer membres del Committee for the Abolition of Capital Punishment (Comitè per l'abolició de la pena capital) i varen treballar per la reforma de les presons.
Segons va anar envellint, Gore-Booth va deixar de treballar activament, però va continuar escrivint poesia. Roper se'n va cuidar durant la seva llarga malaltia i va estar amb ella fins al final. Gore-Booth va morir el 1926 a la seva casa de Hampstead, a Londres.
Després de la mort de Gore-Booth, Roper va reunir molts dels seus poemes per publicar-los i en va escriure una introducció biogràfica. Se sap poc dels seus últims anys. Constance Markiewicz, la germana d'Eva Gore-Booth, va escriure sobre Roper: «Com més se sap d'ella, més se l'estima, i m'alegro tant que Eva i ella estiguessin juntes, i estic tan agraïda que estigués amb Eva fins al final...».